# Saropogon antipodus
Saropogon antipodus är en tvåvingeart som beskrevs av Ignaz Rudolph Schiner 1868. Saropogon antipodus ingår i släktet Saropogon och familjen rovflugor. Inga underarter finns listade i Catalogue of Life.